# Rückenfettdicke
Die Rückenfettdicke von Milchkühen wird bestimmt, um Aussagen über die Energieversorgung der Tiere machen zu können.
Sie gehört mit den BCS-Noten zu den wichtigsten Möglichkeiten, die Kondition von Milchkühen zu bestimmen. Dabei ist sie die einzige nicht invasive, jedoch objektive Möglichkeit.

## Vorgehensweise
Mithilfe von Ultraschall wird die Rückenfettdicke bestimmt. Gemessen wird auf der Verbindungslinie zwischen Sitzbeinhöcker und Hüfthöcker, ungefähr eine Handbreit vom Sitzbeinhöcker entfernt. Um die Wiederholbarkeit zu gewährleisten, wird die betreffende Stelle oft kahlgeschoren, um sie sicher wiederzufinden.

## Rückschlüsse
1 mm gemessene Rückenfettdicke (einschließlich Haut) entsprechen rund 5 kg Körperfett einer Milchkuh. Mit der RFD als Bestimmungsmethode kann man mit Messungen in verschiedenen Laktationsstadien Fettabbaugeschwindigkeiten beschreiben.
Die Strecke von der Hautoberfläche bis zur Fascia trunci profunda wird ultrasonographisch ausgemessen und als RFD in Zentimetern angegeben. Dabei ist zu beachten, dass die angegebenen Messwerte die Hautdicke von etwa 5 bis 6 mm einschließen. Der absolute Betrag der unter der Haut liegenden (subkutanen) Fettschicht ist also um diesen Wert geringer. Die Fascia trunci profunda dient dabei der Festlegung der Grenze zwischen Muskulatur und Fettschicht. Sie taucht auf dem Ultraschall als weiße (echogene) Linie auf. Nach Untersuchungen der LfL Bayern besteht eine große Korrelation zu den BCS-Noten.

## Probleme bei der Messung
Neben der Fascia profunda gibt es weitere ähnliche Strukturen, mit denen sie verwechselt werden kann. Bei zu hohem Druck durch den Ultraschallkopf kann es zu Verschiebungen von Fettgewebe und Muskulatur kommen.

## Ergebnisse nach Schröder und Staufenbiel
Rückenfettdickemessungen mittels Ultraschall an etwa 46.000 Milchkühen in 75 verschiedenen Betrieben erbrachten folgende Ergebnisse:
- Bei höherer Milchleistung ist auch die negative Energiebilanz der Kuh stärker und zeitlich länger ausgeprägt als bei durchschnittlichen Milchleistungen.

- Eine Abnahme der Rückenfettdicke auf einen Wert unter 10 mm führt zu einem Abfall der Milchleistung.

- Hochleistungskühe sollten immer eine gewisse Fettreserve behalten. Ansonsten können sie zum Laktationsende und während des Trockenstehens keine ausreichenden Reserven anlegen.

- In der Spätlaktation setzen leistungsschwächere Tiere übermäßige Mengen Fett an.
- Als Minimum wird in der Frühlaktation eine RFD von 13 mm angesehen. Somit wird eine gute Fruchtbarkeit ermöglicht. In der Trockenstehperiode sollte die RFD einen Wert zwischen 22 und 24 mm erreichen.
- In den ersten Wochen der Laktation sollte die Abnahme der RFD unter 0,14 mm liegen. Höhere Abnahmeraten der RFD sprechen für einen überhöhten Körperfettabbau. Dies hat Gefahren für die Leistung, die Tiergesundheit und Fruchtbarkeit.
- Die Energiebilanzsituation und die RFD sind in einer engen Korrelation mit dem Milchproteingehalt. Dabei spricht ein Milchproteingehalt unter 3,2 % für ein starkes Energiedefizit.
- Bei intensiver RFD-Abnahme verlängern sich die Rastzeit und die Güstzeit.
- Um die Trockenstehperiode zur Konditionsverbesserung nutzen zu können, sollte die positive Energiebilanz nach spätestens 100 Tagen erreicht sein.